# Continental T51
Le Continental T51 était un petit turbomoteur, produit par la société américaine Continental Aviation and Engineering (en) (CAE) sous licence de Turbomeca.

## Historique
Développé à partir du turbomoteur français Artouste (qui équipait notamment les hélicoptères Alouette II et III), il fut suivi par trois moteurs supplémentaires, le T72, le T65, et le T67. Pourtant, aucun de ces moteurs, même le T51, n'entra en production à grande échelle.
CAE abandonna le développement de turbomoteurs en 1967, après que l'XT67 perdit la bataille pour remporter le marché de la motorisation du Bell UH-1N Twin Huey, en faveur de son concurrent qui connaîtra une carrière assez glorieuse, le Pratt & Whitney Canada PT6T (T400).

## Versions et dérivés
- XT51-1 (Model 210) : Basée sur l’Artouste I. Puissance : 280 ch[2] ;
- XT51-3 (Model 220-2) : Basée sur l’Artouste II. Puissance : 425 ch[2] ;
- XT72 (Model 217-5) : Basée sur l’Astazou. Puissance : 600 ch[2] ;
- XT65 (Model 217-10) : Une version à échelle réduite de l’Astazou, en compétition contre l'Allison T63 pour équiper le Light Observation Helicopter (en). Puissance : 305 ch[4] ;
- XT67 (Model 217A) : Deux moteurs entraînant une boîte de transmission commune, basé sur l’Astazou X et le T72. Puissance : 1 540 ch[5].

## Applications
- XT51-1 :
  - XL-19C Bird Dog
  - Sikorsky XH-39 (S-59) (en)
- XT51-3 :
  - Bell XH-13F
- XT67 :
  - Bell 208 (en)
- XT72 :
  - Republic Lark (Alouette II produite sous licence)